# Cmentarz mariawicki w Długim Kącie
Cmentarz mariawicki w Długim Kącie – założony na początku XX wieku cmentarz Kościoła Starokatolickiego Mariawitów położony we wsi Długi Kąt. Cmentarz w stanie bardzo zaniedbanym znajduje się przy dawnej drodze prowadzącej z Tatar do Długiego Kątu.

## Historia
Mariawici w powiecie ostrołęckim pojawili się niemal jednocześnie w dwóch katolickich parafiach – w Jelonkach i Kadzidle. W Kadzidle nowe wyznanie dotarło za pośrednictwem rzymskokatolickiego wikariusza ks. Wacława Żebrowskiego. Po 1906, gdy rozpoczęły się prześladowania mariawitów, miejscowi wyznawcy odłączając się od rzymskokatolicyzmu, wznieśli własną świątynię parafialną. W początkach II RP parafia mariawicka w Kadzidle z siedzibą w Długim Kącie liczyła według szacunków mariawickich 315 dusz. W spisie powszechnym z 1921 mariawitami określiło się 71 osób. Ze względu na zanik wyznania, spowodowany powrotem miejscowej ludności do rzymskiego katolicyzmu, 12 maja 1932 postanowiono przenieść kościół mariawicki z Długiego Kąta do Brzozówki, gdzie było wówczas najwięcej wiernych. W obliczu upadającej parafii od września 1946 w budynku kościelnym ulokowano szkołę podstawową.
Cmentarz mariawicki w Długim Kącie powstał w 1907. Był w użyciu do 1945. Pochowano tu około setkę wiernych, choć są też opracowania mówiące o 50 osobach. Po II wojnie światowej w tym miejscu posadzono las. Cmentarz został uporządkowany w 2006 przez młodzież z Publicznego Gimnazjum im. Aleksandra „Wilka” Krzyżanowskiego w Kadzidle. Po renowacji nekropolię uroczyście otwarto, odwołując się do stulecia istnienia mariawitów w Polsce. Powstała brama z tablicą informującą o parafii mariawickiej, streszczeniem historii cmentarza oraz upamiętnieniem działań renowacyjnych. Później nekropolia zaczęła niszczeć. Współcześnie trudno rozpoznać zarysy nagrobków i wskazać rów otaczający nekropolię.
Cmentarz w Długim Kącie jest jedyną pamiątką wspólnoty mariawickiej w kurpiowskich wsiach: Długim Kącie, Tatarach, Brzozówce, Kierzku, Glebie, Jeglijowcu, Golance, Kadzidle, Szafarni, Gibałce, Lelisie i Dąbrówce.